# Johannes Jacob Wecker

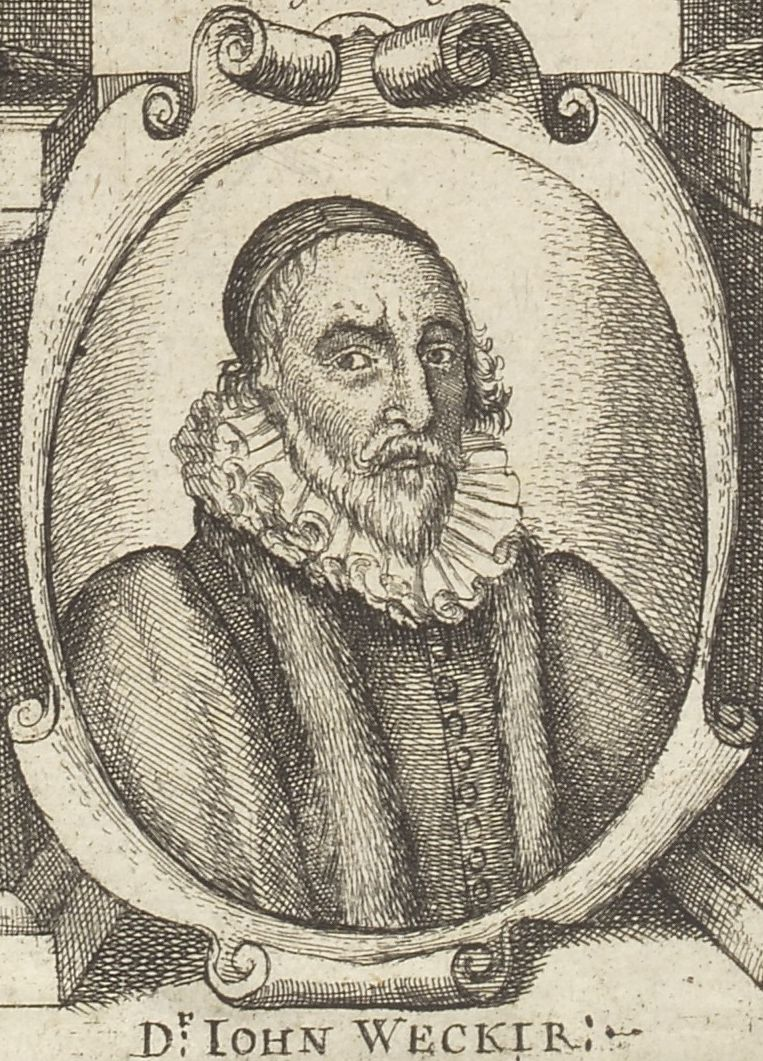
Johannes Jacob Wecker

Johannes Jacob Wecker (Bazel, 1528 - ?, 1586) was een Zwitserse arts. 
Er is slechts weinig bekend over zijn leven. Hij publiceerde onder andere Antidotarum generale, een werk over alchemie en chemie. Zijn werk is bekend vanwege de uitgebreide bibliografie over scheikunde en alchemie van die tijd. Hij is ook de eerste die een geval van diphallia (man geboren met twee penissen) constateerde.